# Saint-Germier (Deux-Sèvres)
Saint-Germier település Franciaországban, Deux-Sèvres megyében. Lakosainak száma 259 fő (2022. január 1.). Saint-Germier Fomperron, Ménigoute, Pamproux, Soudan, Rouillé és Sanxay községekkel határos.

## Népesség
A település népessége az elmúlt években az alábbi módon változott:
| Lakosok száma | 208  | 220  | 232  | 226  | 228  | 233  | 242  | 250  | 259  |
|               | 2013 | 2015 | 2016 | 2017 | 2018 | 2019 | 2020 | 2021 | 2022 |